# Pytchley
Pytchley är en ort och civil parish i Storbritannien.   Den ligger i grevskapet Northamptonshire och riksdelen England, i den södra delen av landet, 100 km norr om huvudstaden London. Pytchley ligger 102 meter över havet och antalet invånare är 496.
Terrängen runt Pytchley är platt, och sluttar österut. Runt Pytchley är det tätbefolkat, med 397 invånare per kvadratkilometer. Närmaste större samhälle är Northampton, 16,0 km sydväst om Pytchley. Trakten runt Pytchley består till största delen av jordbruksmark.